# Casas de la Peña

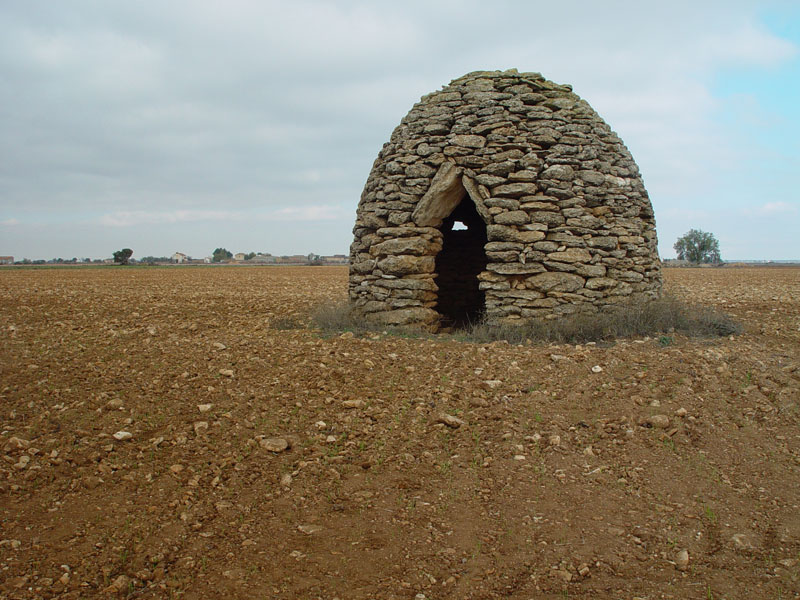
Arquitectura de Piedra Seca. Ventas de Alcolea

Casas de Peña o Casas de la Peña es una pedanía de la ciudad de Villarrobledo, situada al noroeste de la provincia de Albacete (España), a 18,2 km de su Ayuntamiento. Si bien su censo de población oficial es muy exiguo, existe en ella abundante población flotante con respecto a su Ayuntamiento (Villarrobledo).
En su entorno existen un gran número de construcciones de piedra seca de antiquísima tradición, muy comunes en las poblaciones del norte de la provincia de Albacete y sur de la de Cuenca. Algunos autores ven en ellas una pervivencia de usos constructivos propios de la Cultura de las Motillas. Los principales núcleos villarrobletanos que concentran estas construcciones son Casas de Peña y Ventas de Alcolea.

## Historia
El emplazamiento actual no es muy antiguo (no mucho más de unos 300 años) ni existen vestigios de población antigua. Una referencia muy confusa en un catálogo de caminos del siglo XIX parece llamarle "Suma" aunque no se ha encontrado ninguna otra alusión a tal nombre.
Otras referencias más antiguas, recogidas en libros de viajes de extranjeros por la zona, que hablan de población en el trayecto entre Villarrobledo y Minaya hacen pensar, más bien, que se trate de Ventas de Alcolea, población más antigua y con vocación caminera.